# Ōsato
Ōsato (大郷町, Ōsato-chō) est un bourg du district de Kurokawa, dans la préfecture de Miyagi, au Japon.

## Géographie

### Démographie
Au 1er décembre 2014, la population d'Ōsato s'élevait à 8 445 habitants répartis sur une superficie de 82,02 km2.